# Región de Valparaíso
Die Region Valparaíso beginnt rund 50 km nördlich bzw. westlich von Santiago de Chile, zu der Region gehören zusätzlich die chilenischen Überseeterritorien (z. B. die Osterinsel). Die Hauptstadt Valparaíso ist zusätzlich der Sitz des chilenischen Congreso Nacional (Nationalen Kongresses).
Das Klima ist in Küstennähe mediterran.

## Geographie
Die Region liegt im Westen am Pazifik und im Osten liegen die Anden und die argentinische Grenze. Im Norden liegt die Región de Coquimbo und im Süden die Región Metropolitana sowie die Región del Libertador General Bernardo O’Higgins.
Die Überseeterritorien im Pazifik sind:
- Osterinsel Isla de Pascua
- Juan-Fernández-Inseln
- San Félix
- San Ambrosio
- Salas y Gómez

Wichtigste Städte in der Region V:
- Valparaíso
- Viña del Mar
- San Antonio
- Quillota
- Quilpué
- San Felipe
- La Ligua
- Villa Alemana
- Los Andes
- Limache

Wichtige Flüsse in der Region V:
- Río Aconcagua
- Río Maipo
- Río Petorca

## Geschichte
Die Bucht um Valparaíso war in vorspanischer Zeit von den Chango bevölkert, einer ethnischen Gruppe, die sich der Fischerei und Landwirtschaft widmeten.
Die Bucht wurde 1536 von dem Spanier Juan de Saavedra entdeckt. Sein Schiff wurde von Diego de Almagro ausgesandt. Die Gründung der Stadt erfolgt im Jahr 1544 durch Juan Bautista Pastene.
Zunächst, während der Kolonialzeit, entwickelte sich Valparaiso jedoch nur langsam und blieb ein kleines Dorf, auch wegen zahlreicher Überfälle von Piraten.
Erst mit dem Ausbau der Handelsbeziehungen zu Großbritannien und den USA gegen Ende des 18. Jahrhunderts beschleunigte sich die Entwicklung. Mit der Eröffnung des Panama-Kanals 1914 endete die Rolle Valparaísos als wichtigster pazifischer Hafen in Südamerika.
Am 31. März 1866 wurde die Stadt Valparaíso im Spanisch-Südamerikanischen Krieg von einer spanischen Flotte bombardiert, dabei wurde die Stadt schwer zerstört.
16. August 1906 erschütterte ein sehr starkes Erdbeben mit anschließendem Tsunami Valparaíso, die heute in Nähe der Küstenlinie stehenden Gebäude stammen fast ausschließlich aus der Zeit nach dem Erdbeben.
Entdeckung der Überseeterritorien:
- Osterinsel 1722 für den Holländer Jakob Roggeveen
- Juan-Fernández-Inseln 1574 durch Juan Fernández
- San Félix 1574 durch Juan Fernández
- San Ambrosio 1574 durch Juan Fernández
- Salas y Gómez 1793 durch den spanischen Kapitän José Salas Valdés

## Verwaltungsgliederung
Die Region V Valparaíso besteht aus acht Provinzen:
- Provinz Osterinsel, Hauptstadt Hanga Roa
- Provinz Los Andes, Hauptstadt Los Andes
- Provinz Petorca, Hauptstadt La Ligua
- Provinz Quillota, Hauptstadt Quillota
- Provinz Marga Marga, Hauptstadt Quilpué
- Provinz San Antonio, Hauptstadt San Antonio
- Provinz San Felipe de Aconcagua, Hauptstadt San Felipe
- Provinz Valparaíso, Hauptstadt Valparaíso

Zur Provinz Valparaíso gehören zusätzlich die Überseeterritorien Juan-Fernández-Inseln, San Félix und San Ambrosio. Zur Provinz Osterinsel (Isla de Pascua) gehört zusätzlich noch die Insel Salas y Gómez.

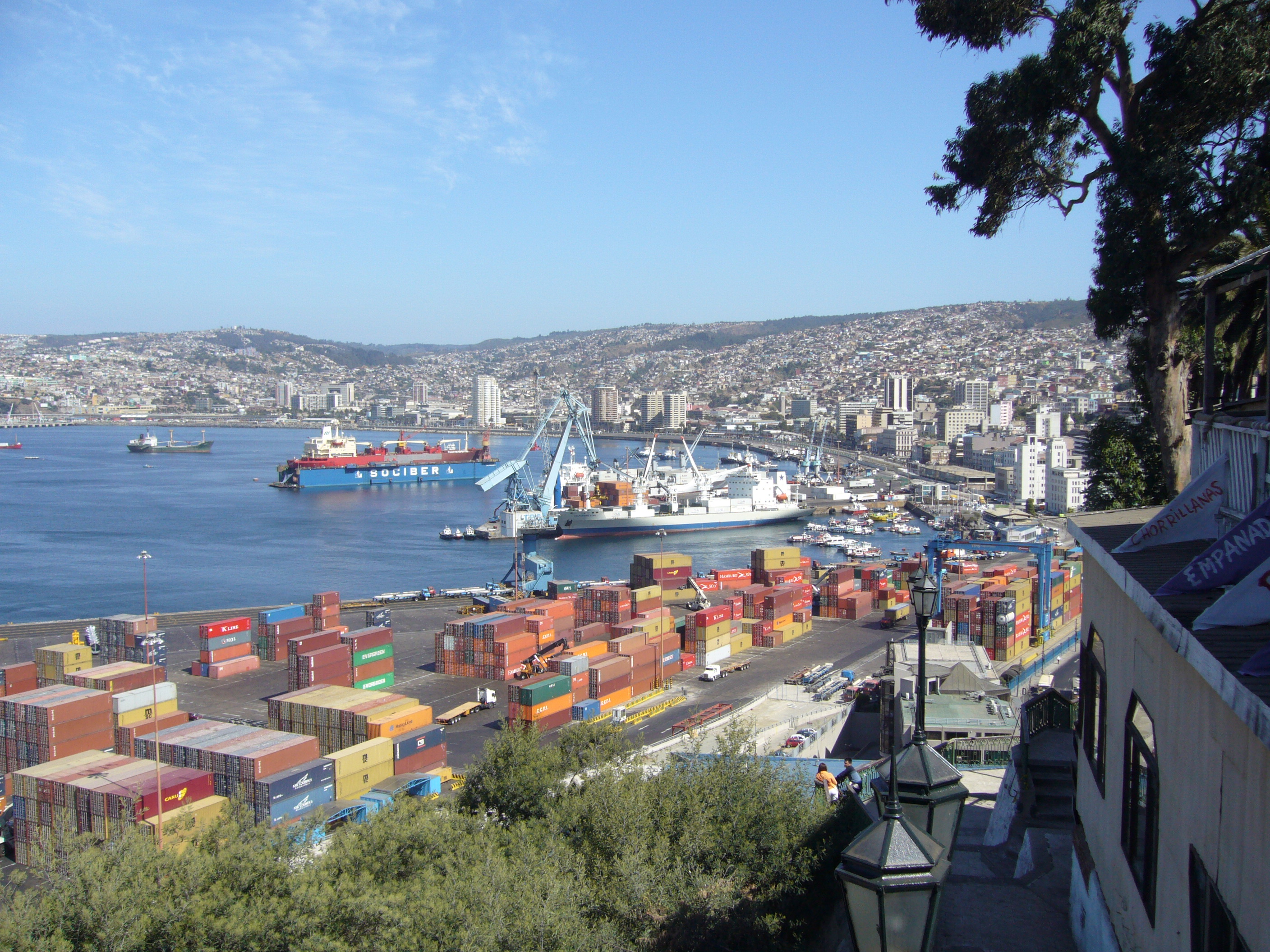
Hafen von Valparaíso

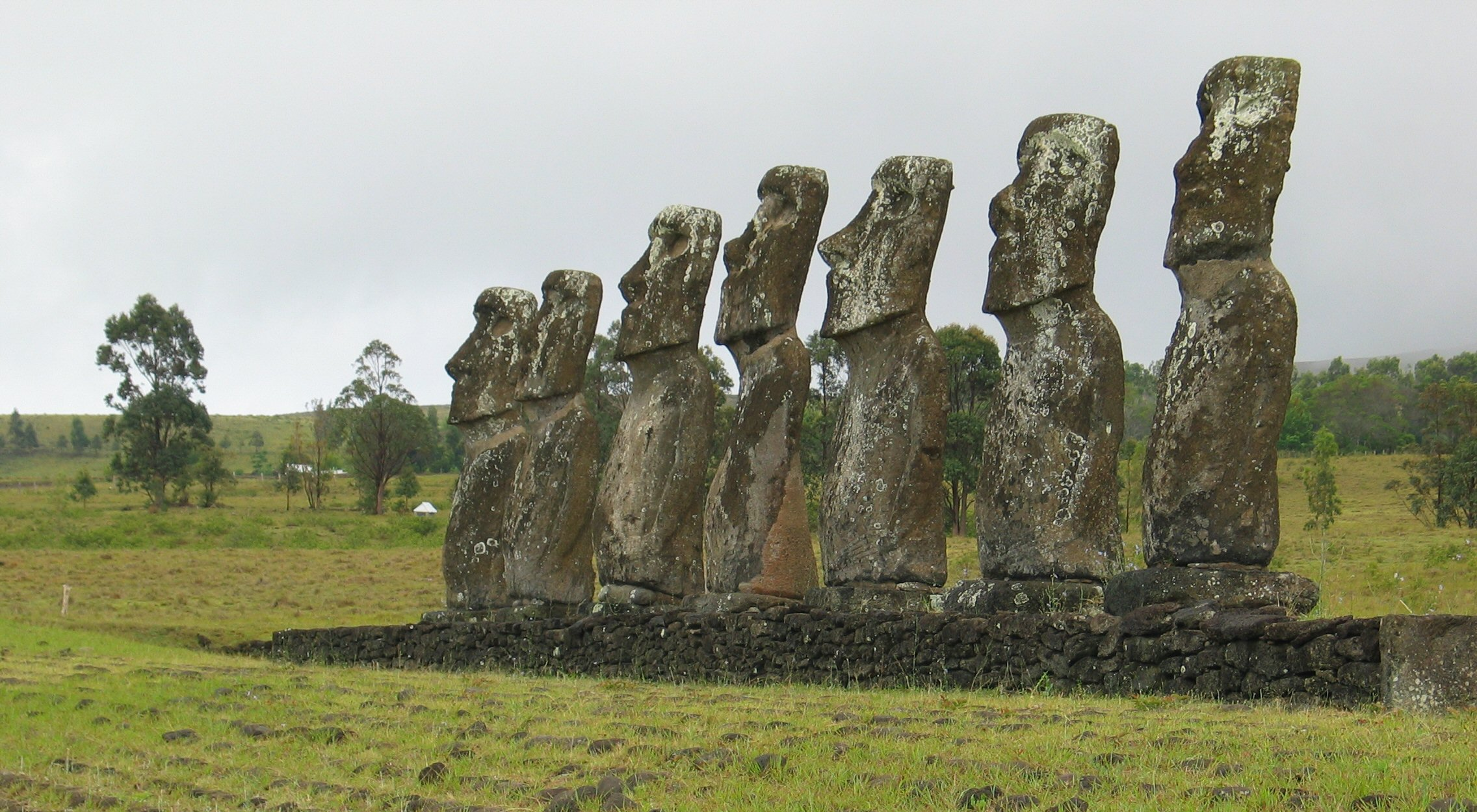
Osterinsel Isla de Pascua

## Tourismus
Die großen Hafenstädte Valparaíso und San Antonio so wie der mondäne Urlaubsort Viña del Mar sind sehr beliebte Touristenziele. Die Hafenmeilen, die historischen Plätze locken viele Besucher an. In der Mitte der Region liegen große Weinanbaugebiete, die zu Besuchen einladen. Im Osten liegen die Anden mit ihren Skigebieten.
Wenige km östlich von Quillota liegt der Nationalpark La Campana mit seinen Palmenwäldern.
Durch die Weinregion Aconcagua, die ihren Namen aufgrund des im Küstengebirge gelegenen Tals trägt, verlaufen drei Weinrouten, die Teil der chilenischen Weinstraßen sind.

## Wirtschaft
Die Region V ist eine der stärksten Wirtschaftsgebiete in Chile. Die Häfen Valparaíso und San Antonio wickeln einen Großteil des chilenischen Import und Export ab. Die Infrastruktur der Region ist sehr gut mit Eisenbahn und Fernstraßen erschlossen (z. B. mit der Panamericana).
Der Tourismus spielt in der ganzen Region eine sehr wichtige Rolle, daneben ist die Landwirtschaft mit Obst und Weinanbau, sowie die Fischindustrie ein wichtiger Wirtschaftsfaktor.
Die Región de Valparaíso ist ein Zentrum des Avocado-Anbaus. So stammt mehr als die Hälfte der chilenischen Produktion alleine aus der Provinz Petorca. Jedoch hat der hohe Wasserverbrauch – in Petorca werden für die Herstellung einer Avocado etwa 320 Liter Wasser benötigt – ganze Flüsse ausgetrocknet. Im Jahr 2017 wurde bekannt, dass mehrere dänische Supermarktketten auf den Import von Avocados aus der Provinz Petorca verzichten, um die massiven Umweltprobleme zu verringern.